# Tiresias
Tiresias in tipografia è una famiglia di caratteri senza grazie che è stata progettata per la miglior leggibilità da parte di persone con difficoltà visive dal Royal National Institute of the Blind di Londra. Le basi della ricerca sulla leggibilità del  Tiresias Screenfont sono state contestate.
La famiglia include
- Tiresias Infofont – per etichette informative, ottimizzato per la leggibilità massima ad una distanza di 30–100 cm.
- Tiresias Keyfont – per le iscrizioni sui tasti di tastiere, elettrodomenstici, telecomandi, (ha caratteri di punteggiatura di proporzioni esagerate)
- Tiresias LPfont – per le pubblicazioni con caratteri ingranditi
- Tiresias PCfont – per gli schermi raster
- Tiresias Screenfont – per i sottotitoli televisivi e per interfacce utente su schermo
- Tiresias Signfont – con spaziatura più ampia, per l'uso su cartelli